# Meluco (distrito)

localização do distrito de Meluco em Moçambique

Meluco é um distrito da província de Cabo Delgado, em Moçambique, com sede na vila de Meluco. Tem limite, a norte com os distritos de Muidumbe e Mueda, a oeste com o distrito de Montepueze, a sul com o distrito de Ancuabe e a leste com os distritos de Quissanga e Macomia. 

## Demografia
Em 2007, o Censo indicou uma população de 24 637. Com uma área de 5799  km², a densidade populacional chegava aos 4,25 habitantes por km².
De acordo com o Censo de 1997, o distrito tem 23 912 habitantes, daqui resultando uma densidade populacional de 4,1 habitantes por km².

## Divisão administrativa
O distrito está dividido em dois postos administrativos (Meluco e Muaguide), compostos pelas seguintes localidades:
- Posto Administrativo de Meluco:
  - Meluco
  - Minhanha, e
  - Mitepo
- Posto Administrativo de Muaguide:
  - Iba
  - Mitemba, e
  - Sitate